# Sveti Jurij, Rogašovci
Sveti Jurij je naselje v Občini Rogašovci v Prekmurju in sedež župnije Sveti Jurij. V naselju stoji tudi župnijska cerkev Sv. Jurija.